# Олимпийский комитет Бельгии
Бельгийский олимпийский и межфедерационный комитет (нидерл. Belgisch Olympisch en Interfederaal Comité; фр. Comité Olympique et Interfédérale Belge, нем. Belgische Olympische Komitee) — организация, представляющая Бельгию в международном олимпийском движении. Основан и зарегистрирован в МОК в 1906 году.
Штаб-квартира расположена в Брюсселе. Является членом МОК, ЕОК и других международных спортивных организаций. Осуществляет деятельность по развитию спорта в Бельгии.
С 2021 года президентом комитета является бывший игрок в настольный теннис Жан-Мишель Сев.

## Олимпийские игры в Бельгии
Бельгия была удостоена права проведения летней Олимпиады в 1920 году в Антверпене.